# 舒瓦西
舒瓦西（法語：Choisy，法語發音：[ʃwazi]）是法国上萨瓦省的一个市镇，属于阿讷西区。

## 地理
舒瓦西（45°59'34"N, 6°3'27"E）面积16.57 平方千米，位于法国奥弗涅-罗讷-阿尔卑斯大区上萨瓦省，该省份为法国东部省份，历史上为薩伏依的一部分，北与瑞士接壤，西接安省，南至萨瓦省，东与瑞士和意大利接壤。
与舒瓦西接壤的市镇（或旧市镇、城区）包括：阿隆济耶拉卡耶、拉巴尔姆德锡兰日、塞尔西耶、屈瓦、梅西尼、萨勒诺沃。

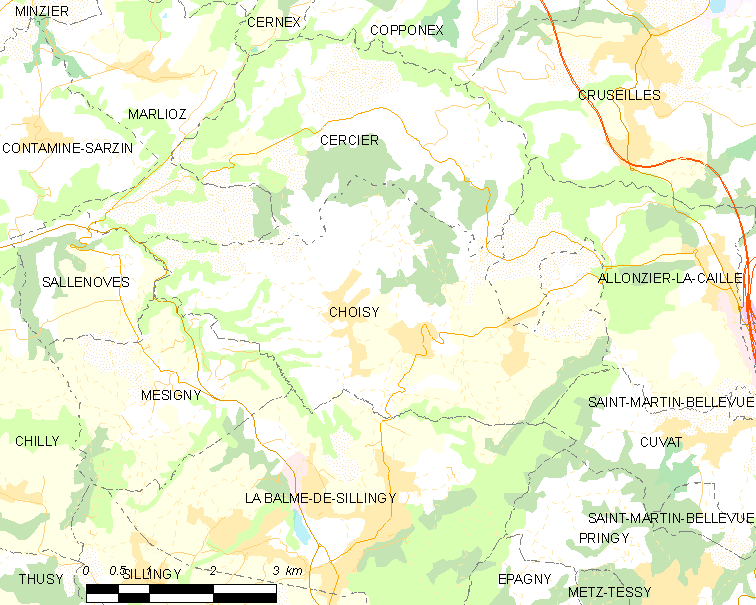
舒瓦西的OSM定位图

舒瓦西的时区为UTC+01:00、UTC+02:00（夏令时）。

## 行政
舒瓦西的邮政编码为74330，INSEE市镇编码为74076。

## 政治
舒瓦西所属的省级选区为阿讷西第一县。

## 人口

1962-2008年间舒瓦西人口变化图示

舒瓦西于2022年1月1日时的人口数量为1704人。